# Siergiej Kosorotow
Siergiej Aleksandrowicz Kosorotow (ros. Сергей Александрович Косоротов, ur. 15 kwietnia 1969) – radziecki, a potem rosyjski judoka. Olimpijczyk z Atlanty 1996, gdzie zajął siódme miejsce w wadze ciężkiej.
Piąty na mistrzostwach świata w 1997. Startował w Pucharze Świata w latach 1992, 1993, 1995, 1996 i 1999. Zdobył osiem medali mistrzostw Europy w latach 1989 - 1996, w tym dwa w drużynie. Wygrał Igrzyska dobrej woli w 1990. Wicemistrz Rosji w 1998. Mistrz ZSRR w 1990, drugi w 1986, 1989 i 1991; trzeci w 1986 i 1988. i WNP w 1992 roku.

## Letnie Igrzyska Olimpijskie 1996
| Konkurencja | Eliminacje                     | Eliminacje              | Eliminacje            | Repasaże                | Repasaże             | Klas. końcowa |
| Konkurencja | Przeciwnik I                   | Przeciwnik II           | 1/4                   | Przeciwnik II           | Przeciwnik III       | Miejsce       |
| ----------- | ------------------------------ | ----------------------- | --------------------- | ----------------------- | -------------------- | ------------- |
| +95 kg      | José Augusto Geraldino (DOM) Z | Frederico Flexa (BRA) Z | Liu Shenggang (CHN) P | Alexandru Lungu (ROU) Z | Frank Möller (GER) P | 7.            |